# Mieczysław Miączyński
Mieczysław Miączyński herbu Suchekomnaty (ur. 13 lutego 1818 roku w Trąbczynie, zm. 16 marca 1887 roku we Włocławku) – syn Stanisława Adama Miączyńskiego i Michaliny Zofii Ostroróg-Prusimskiej - Polski ziemianin, Urzędnik Królestwa Polskiego w okresie (1858-1859) jako sędzia pokoju okręgu włocławskiego i członek towarzystwa rolniczego powiatu włocławskiego od 1861.

## Życiorys
Kawaler Orderu Virtuti Militari, Sędzia Pokoju Okręgu Włocławskiego. Kompozytor znanych kujawiaków i innych tańców ludowych drugiej połowy XIX w., w tym dedykowanego hrabinie Marii z Wodzińskich Skarbek, muzie Słowackiego i Chopina (w 1854 r. dochód z tego zeszytu przekazał Szpitalowi Św. Antoniego we Włocławku). Dziedzic Wieńca i Brzezia poślubił Marię córkę generała Augustyna Słubicki i Łucji z Zboińskich. W 1851 r. w Wieńcu urodziła się ich jedyna córka Zdzisława. Jego imieniem nazwano miasto Mieczysław, a od 1837 r. Witoldowo. Witolda Miączyńskiego. Wsie Marianki i Klementynowo otrzymały imię Marii i Klementyny Miączyńskich..
Mieczysław uwielbiał czas spędzać na Kujawach, ze starego drewnianego pałacyku wybudował tzw. Stary Pałac. Jego brat Aleksander Miączyński uczestniczył w powstaniu styczniowym za co rząd zaborczy skonfiskował Wieniec i sprzedał Franciszkowi Nowińskiemu.
W wieku 58 lat przeżył tragedię gdyż zmarła jego córka na gruźlicę.

## Małżeństwo i potomkowie
W 1847 w Warszawie Miączyński ożenił się z Marią Bibianną Franciszką Słubicką h. Prus i miał z nią troje dzieci: 
- Mieczysławe Łucje Stefanie Miączyńską (1849-1853).
- Stanisława Miączyńskiego (1850-1851)

- Zdzisławę Klementynę Wiktorie Małgorzatę Miączyńską (1845-1876).[1]

1. https://www.sejm-wielki.pl/b/dw.51600
2. https://brzesckujawski.pl/wieniec-zarys-dziejow.html
3. http://dir.icm.edu.pl/pl/Slownik_geograficzny/Tom_XIII/372